# Torneo Apertura 2020 (Haití)
El Torneo Apertura 2020 (en francés: Série d'Ouverture 2020) fue  el torneo con el que inició  la Temporada 2020-21 de la Liga de fútbol de Haití. El campeón del torneo clasificó  al Campeonato de Clubes de la CFU 2022.

## Participantes
| - America des Cayes - Arcahaie FC - AS Capoise - AS Cavaly - AS Mirebalais - Baltimore SC - Cosmopolites SC - Don Bosco FC - FC Juventus des Cayes | - FICA - Ouanaminthe FC - Racing Club Haïtien - Racing Gônaïves FC - Real Hope FA - Tempête FC - Triomphe Liancourt FC - US Rivartibonitienne - Violette AC |

## Clasificación
| Pos. | Equipo                | Pts. | PJ | G | E  | P | GF | GC | Dif. | Clasificación 2020               |
| ---- | --------------------- | ---- | -- | - | -- | - | -- | -- | ---- | -------------------------------- |
| 1    | Arcahaie FC           | 30   | 17 | 9 | 3  | 5 | 20 | 10 | +10  | Clasifica a las semifinales      |
| 2    | Baltimore SC          | 30   | 17 | 8 | 6  | 3 | 12 | 5  | +7   | Clasifica a las semifinales      |
| 3    | Triomphe Liancourt FC | 30   | 17 | 9 | 3  | 5 | 17 | 15 | +2   | Clasifica a los cuartos de final |
| 4    | AS Capoise            | 27   | 17 | 7 | 6  | 4 | 16 | 12 | +4   | Clasifica a los cuartos de final |
| 5    | Racing Club Haïtien   | 27   | 17 | 8 | 3  | 6 | 17 | 14 | +3   | Clasifica a los cuartos de final |
| 6    | Violette AC           | 25   | 17 | 5 | 10 | 2 | 18 | 13 | +5   | Clasifica a los cuartos de final |
| 7    | AS Cavaly             | 25   | 17 | 7 | 4  | 6 | 16 | 14 | +2   |                                  |
| 8    | America des Cayes     | 25   | 17 | 7 | 4  | 6 | 16 | 15 | +1   |                                  |
| 9    | Real Hope FA          | 23   | 17 | 6 | 5  | 6 | 21 | 15 | +6   |                                  |
| 10   | Tempête FC            | 22   | 17 | 6 | 4  | 7 | 18 | 15 | +3   |                                  |
| 11   | FC Juventus des Cayes | 22   | 17 | 6 | 4  | 7 | 12 | 16 | −4   |                                  |
| 12   | US Rivartibonitienne  | 20   | 17 | 5 | 5  | 7 | 15 | 22 | −7   |                                  |
| 13   | Don Bosco FC          | 19   | 17 | 4 | 7  | 6 | 20 | 21 | −1   |                                  |
| 14   | Ouanaminthe FC        | 18   | 17 | 4 | 6  | 7 | 11 | 18 | −7   |                                  |
| 15   | Cosmopolites SC       | 18   | 17 | 4 | 6  | 7 | 13 | 23 | −10  |                                  |
| 16   | FICA                  | 17   | 17 | 2 | 11 | 4 | 17 | 16 | +1   |                                  |
| 17   | Racing Gônaïves FC    | 15   | 17 | 3 | 7  | 7 | 12 | 18 | −6   |                                  |
| 18   | AS Mirebalais         | 14   | 17 | 2 | 8  | 7 | 10 | 19 | −9   |                                  |

Actualizado a los partidos jugados el 20 de diciembre de 2020.
 Fuente: Soccerway
Notas:
1. ↑  Racing Gônaïves FC se le descontaron 1 punto por alinear a un jugador suspendido en la ronda 7.

## Fase final

### Cuartos de final
| Fechas                       | Local en la ida     | Global | Local en la vuelta    | Ida | Vuelta |
| ---------------------------- | ------------------- | ------ | --------------------- | --- | ------ |
| 23 y 27 de diciembre de 2020 | Violette AC         | 4:2    | Triomphe Liancourt FC | 3:0 | 1:2    |
| 23 y 27 de diciembre de 2020 | Racing Club Haïtien | 3:4    | AS Capoise            | 2:3 | 1:1    |

### Semifinales
| Fechas                                       | Local en la ida | Global       | Local en la vuelta | Ida | Vuelta |
| -------------------------------------------- | --------------- | ------------ | ------------------ | --- | ------ |
| 30 de diciembre de 2020 y 3 de enero de 2021 | AS Capoise      | 0:0 (0:2 p.) | Arcahaie FC        | 0:0 | 0:0    |
| 30 de diciembre de 2020 y 3 de enero de 2021 | Violette AC     | 2:0          | Baltimore SC       | 1:0 | 1:0    |

### Final
| Fechas                             | Local en la ida | Global | Local en la vuelta | Ida | Vuelta |
| ---------------------------------- | --------------- | ------ | ------------------ | --- | ------ |
| 6 de enero y 24 de febrero de 2021 | Violette AC     | 3:1    | Arcahaie FC        | 2:1 | 1:0    |

## Goleadores
Actualizado el 24 de febrero de 2021.
| Pos. | Jugador             | Equipo              | Goles |
| ---- | ------------------- | ------------------- | ----- |
| 1    | Angelo Exilus       | Real Hope           | 12    |
| 2    | Anderson Nalien     | Triomphe AC         | 7     |
|      | Sandino Saint Jean  | AS Mirebalais       | 7     |
| 4    | Elyvens Déjean      | Don Bosco           | 6     |
|      | Steevenson Jeudi    | América des Cayes   | 6     |
|      | Jean Dany Maurice   | Racing Club Haïtien | 6     |
|      | Stevenson Guillaume | Violette AC         | 6     |